# Tadeusz Brzozowski (polityk)
Tadeusz Henryk Brzozowski (ur. 26 października 1957 w Trzebieszowie) – polski polityk, rolnik i hodowca, senator II kadencji.

## Życiorys
Absolwent Wydziału Leśnego Akademii Rolniczej w Krakowie. Pracował jako nauczyciel wychowania fizycznego w rodzinnej miejscowości, zajął się prowadzeniem gospodarstwa rolnego. Został działaczem NSZZ Rolników Indywidualnych „Solidarność”.
Był radnym gminy Trzebieszów, pełnił też funkcję senatora II kadencji z ramienia Porozumienia Ludowego, wybranego w województwie siedleckim. Był radnym sejmiku lubelskiego w latach 1998–2002 z listy Akcji Wyborczej Solidarność. W 2002 przystąpił do Prawa i Sprawiedliwości. Z jego ramienia w 2006 uzyskał mandat radnego powiatu łukowskiego, a w 2010 i w 2014 utrzymywał go na kolejne kadencje. Od 2014 był przewodniczącym rady powiatu. We wrześniu 2018 wystąpił z PiS. W następnym miesiącu bez powodzenia kandydował na wójta gminy Trzebieszów z ramienia Porozumienia. W 2024 natomiast bez powodzenia kandydował do rady powiatu.
Zatrudniony jako zastępca dyrektora lubelskiego oddziału regionalnego Agencji Restrukturyzacji i Modernizacji Rolnictwa.